# 帕米尔棘豆
帕米尔棘豆（学名：Oxytropis gorbunovii）为豆科棘豆属下的一个种。